# Orne Saosnoise
Die Orne Saosnoise ist ein Fluss in Frankreich, der in den Regionen Normandie und Pays de la Loire verläuft. Sie entspringt im Regionalen Naturpark Perche, im Gemeindegebiet von Montgaudry. Der Fluss entwässert generell Richtung Südwest und mündet nach rund 53 Kilometern bei Montbizot als linker Nebenfluss in die Sarthe. Sie fließt durch die Landschaft Saosnois, von der sie auch den Namen bekommen hat, dabei durchquert sie die Départements Orne und Sarthe.

## Orte am Fluss
- Mamers
- Saint-Pierre-des-Ormes
- Ballon
- Congé-sur-Orne
- Montbizot